# 6-й корпус СС
6-й Латиський корпус СС (нім. VI. SS-Freiwilligen-Armeekorps (Lettisches) — армійський корпус військ СС за часів Другої світової війни.

## Райони бойових дій
- СРСР (північний напрямок) (жовтень 1943 — жовтень 1944);
- СРСР (Курляндія) (жовтень 1944 — травень 1945).

## Командування

### Командири
- СС-обергруппенфюрер Карл Пфеффер-Вільденбрух (нім. Karl Pfeffer-Wildenbruch) (8 жовтня 1943 — 11 червня 1944);
- СС-обергруппенфюрер Фрідріх Єккельн (нім. Friedrich Jeckeln) (11 червня 1943 — 21 липня 1944);
- СС-группенфюрер Карл фон Фішер-Троєнфельд (нім. Karl von Fischer-Treuenfeld) (21 — 25 липня 1944);
- СС-обергруппенфюрер Вальтер Крюгер (нім. Walther Krüger) (25 липня 1944 — 8 травня 1945).

## Нагороджені корпусу
Нагороджені корпусу
|  | Кавалери Срібного Німецького Хреста                                     | 1                                                        |
|  | Кавалери Лицарського хреста Залізного хреста з Дубовим листям та Мечами | 1 (№120 СС-обергруппенфюрер Вальтер Крюгер — 11.01.1945) |
|  | Кавалери Лицарського хреста Залізного хреста                            | 1                                                        |

## Бойовий склад 6-го корпусу СС
Формування управління, забезпечення та підтримки
- 106-та важка моторизована батарея розвідки СС (schwere Beobachtungs Batterie 106);
- корпусна зенітна батарея СС (Flak Batterie VI. SS-Korps);
- корпусна інженерна рота СС (Pionier Kompanie VI. SS-Korps);
- 106-те корпусне управління постачання (SS-Nachschubtruppen 106);
- корпусний навчальний батальйон СС (Lehr Bataillon VI. SS-Korps);
- 106-й корпусний батальйон зв'язку СС (SS-Korps Nachrichten-Abteilung 106);
- 506-й мінометний дивізіон СС (SS-Werfer-Abteilung 506);
- 106-та транспортна рота СС (SS-Kraftfahr-Kompanie 106);
- 106-та рота фельджандармерії СС (SS_Feldgendarmerie-Kompanie 106).

- 15-та гренадерська дивізія СС (15. Waffen-Grenadier-Division der SS (lett. Nr. 1).

- 15-та гренадерська дивізія СС;
- 19-та гренадерська дивізія СС (19. Waffen-Grenadier-Division der SS (lett. Nr. 2);
- 69-та піхотна дивізія (69. Infanterie-Division).

- 15-та гренадерська дивізія СС;
- 19-та гренадерська дивізія СС;
- 93-тя піхотна дивізія (93. Infanterie-Division).

- 19-та гренадерська дивізія СС;
- 122-га піхотна дивізія (122. Infanterie-Division);
- 126-та піхотна дивізія (126. Infanterie-Division).

- 4-та танкова дивізія (4. Panzer-Division);
- 21-ша танкова дивізія (21. Panzer-Division);
- 12-та авіапольова дивізія (12. Luftwaffen-Feld-Division);
- 19-та гренадерська дивізія СС;
- 93-тя піхотна дивізія;
- 227-ма піхотна дивізія (227. Infanterie-Division);
- частини 21-ї авіапольової дивізії (21. Luftwaffen-Feld-Division).

- 12-та танкова дивізія (12. Panzer-Division);
- 19-та гренадерська дивізія СС;
- 24-та піхотна дивізія (24. Infanterie-Division);